# Claude-Pierre Loyal
Claude-Pierre Loyal, dit Blondin Cadet, né le 23 septembre 1795 à La Villette et mort le 23 mai 1867 à Caen, est un écuyer et directeur de cirque français. 

## Biographie
D'abord écuyer, il fonde le cirque qui porte son nom et est aussi directeur du Cirque national Claude-Loyal. 
Il est le père de douze enfants dont certains comme Gougou Loyal deviennent célèbre. 
Il meurt à Caen lors d'une tournée comme trente ans plus tard son beau-fils Théodore Rancy. 
Sa tombe est au Cimetière Saint-Jean de Vaucelles à Caen.
Jules Verne le mentionne dans son roman César Cascabel (partie 1, chapitre II).